# Tapebicuá
Tapebicuá är en ort i Argentina.   Den ligger i provinsen Corrientes, i den nordöstra delen av landet, 600 km norr om huvudstaden Buenos Aires. Tapebicuá ligger 66 meter över havet och antalet invånare är 698.
Terrängen runt Tapebicuá är platt. Runt Tapebicuá är det glesbefolkat, med 9 invånare per kvadratkilometer.. Närmaste större samhälle är Yapeyú, 15,7 km öster om Tapebicuá.
Trakten runt Tapebicuá består i huvudsak av gräsmarker.